# اتفاقية لاسي-زاروبين
اتفاقية لاسي-زاروبين ، والمعروفة أيضًا باسم الاتفاقية بين الولايات المتحدة الأمريكية واتحاد الجمهوريات الاشتراكية السوفيتية بشأن التبادلات في المجالات الثقافية والتقنية والتعليمية،  كانت اتفاقية ثنائية بين الولايات المتحدة والاتحاد السوفيتي في مجالات مختلفة بما في ذلك السينما والرقص والموسيقى والسياحة والتكنولوجيا والعلوم والطب وتبادل الأبحاث العلمية. تم توقيع الاتفاقية في 27 يناير 1958 في واشنطن العاصمة،  وتم التفاوض عليها بين ويليام إس بي لاسي، المساعد الخاص لرئيس الولايات المتحدة لشؤون التبادلات بين الشرق والغرب، وجورجي زاروبين، السفير السوفيتي لدى الولايات المتحدة. 
أُعيد التفاوض على اتفاقية لاسي-زاروبين كل عامين، وخلال فترة الانفراج، مُددت مدتها إلى ثلاث سنوات.  ووقّع رونالد ريغان وميخائيل جورباتشوف الاتفاقية النهائية في قمة جنيف عام 1985، وظلت الاتفاقية سارية المفعول حتى انهيار الاتحاد السوفييتي. 

## السياق التاريخي
قبل إبرام اتفاقية لاسي-زاروبين، اقترحت الولايات المتحدة وبريطانيا وفرنسا في مؤتمر وزراء الخارجية في جنيف في أكتوبر 1955 إزالة الحواجز أمام تبادل "وسائل الإعلام، والثقافة، والتعليم، والكتب والمنشورات، والعلوم، والرياضة، والسياحة". 
اقترحت الولايات المتحدة برنامج تبادل على الاتحاد السوفيتي مرة واحدة خلال الحرب العالمية الثانية وبعد الحرب في أكتوبر 1945. ومع ذلك، فقد رفضه الاتحاد السوفيتي في كلا المرتين.  ومع ذلك، كان وزير الخارجية السوفيتي فياتشيسلاف مولوتوف مهتمًا ببعض مفاهيم التبادلات مما أدى إلى اقتراح السوفييت اتفاقية ثنائية أو متعددة الأطراف تتضمن بعض البرامج المقترحة.  عند وفاة ستالين في عام 1953، بدأ الاتحاد السوفيتي في الترحيب بنشاط بالفنانين الغربيين في البلاد. والجدير بالذكر أن مدينتي موسكو ولينينغراد السوفيتيتين دعتا المسرحية الموسيقية الأمريكية بورجى وبس خلال جولتهما عام 1955 في أوروبا. 
أُبرمت الاتفاقية خلال فترة "ذوبان الجليد" في الحرب الباردة، وهي حقبة من التعايش السلمي أو الاسترخاء المؤقت في التوتر السياسي بين الولايات المتحدة والاتحاد السوفيتي.  كان نيكيتا خروتشوف شخصية بارزة في الحكومة السوفيتية التي عملت بنشاط على إصلاح السياسات القمعية لنظام ستالين. في فبراير 1956، في المؤتمر العشرين للحزب الشيوعي للاتحاد السوفيتي، انتقد خطاب خروتشوف السياسة الخارجية لستالين وأظهر دلائل على تغيير الموقف تجاه الغرب والإشارة إلى التعايش السلمي.  ومنذ ذلك الحين، بدأ السوفييت في توقيع اتفاقيات ثقافية مع الغرب، بما في ذلك مع النرويج وبلجيكا وفرنسا والمملكة المتحدة وتبعتها الولايات المتحدة. 
بينما نبذ المواطنون الأمريكيون دعاية زمن السلم خلال الحربين العالميتين وبعدهما، أدت التوترات مع الاتحاد السوفيتي إلى دعم تدريجي لتصدير الثقافة والتكنولوجيا وأسلوب الحياة الأمريكي.  مع بداية خمسينيات القرن العشرين، واصل الرئيس دوايت أيزنهاور جهود الرئيس ترومان الرامية إلى تبادل الخبرات بين البلدين. في أغسطس 1954، أطلق أيزنهاور جولات برعاية الدولة للفنانين الأمريكيين إلى المناطق السوفيتية بهدف "تعظيم التأثير النفسي". وقد مُوِّلت هذه الجولات من صندوق الرئيس لطوارئ الفنون. 

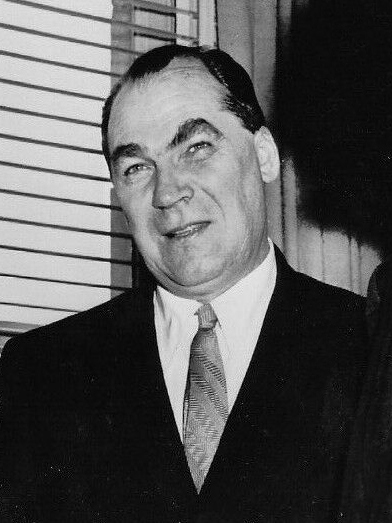
جورجي زاروبين في عام 1956

## المفاوضات
في حين بدأت محاولات التبادل بين الولايات المتحدة والاتحاد السوفيتي في وقت مبكر من عام 1945 من قبل الرئيس ترومان، لم تبدأ المفاوضات لترسيخ اتفاقية فعلية حتى صيف عام 1957. بدأ نيكيتا خروشوف في الدعوة إلى اتفاقية تبادل مع الولايات المتحدة في وقت مبكر من الصيف. كان يعتقد أن هذا من شأنه أن يساعد في إعادة تأكيد مكانة بلاده كقوة عظمى عالمية قابلة للمقارنة بالولايات المتحدة.  في أكتوبر 1957، بدأت المفاوضات الرسمية مع ويليام إس بي لاسي، المساعد الخاص للرئيس في التبادلات بين الشرق والغرب، وجورجي زاروبين، السفير السوفيتي لدى الولايات المتحدة، في واشنطن لاتفاقيات التبادل.  في 27 يناير 1958، تم توقيع الاتفاقية النهائية. 

### أهداف الولايات المتحدة
كانت الولايات المتحدة مدفوعة بتوسيع علاقاتها الإدارية مع المؤسسات السوفيتية في محاولة لتحسين فهمها للبلد المعزول وتعزيز الوفاق من خلال التعاون والترابط.  وقد اقترن هذا بإمكانية التقدم التكنولوجي والعلمي والثقافي والتعليمي من خلال التعاون طويل الأمد.  إن القبول الأمريكي للاتفاقية "يدل على تحول سياسي بعيدًا عن الاستراتيجية العدوانية لتحرير الكتلة السوفيتية إلى نهج تدريجي". 
رغم وجود هيئة اتصالات بين الشرق والغرب في وزارة الخارجية الأمريكية آنذاك، كان لزامًا على الولايات المتحدة توقيع اتفاقية رسمية في ظل تزايد التفاعل المتبادل مع الاتحاد السوفيتي. كانت الاتفاقية اتفاقية تنفيذية، وخلافًا للمعاهدة، لم تتطلب تصديق مجلس الشيوخ الأمريكي. 

### أهداف الاتحاد السوفيتي
بسبب حكومتهم المركزية، احتاج السوفييت إلى اتفاق رسمي للتخطيط وتخصيص الميزانية لأنشطة التبادل.  كما وفرت الاتفاقية الحماية والتبرير للوكالات السوفييتية المسؤولة. 
كان الاتحاد السوفيتي مدفوعًا باكتساب المعرفة والمهارات الأمريكية، مما أدى إلى تسريع تقدمه التكنولوجي والعلمي في هذا المجال. كما سعى إلى تحسين نظرة العالم الغربي للاتحاد السوفيتي المعزول نسبيًا كدولة منفتحة على التعاون والسلام على قدم المساواة مع الولايات المتحدة. في ذلك الوقت، دعا الفنانون والعلماء والباحثون المحليون إلى مزيد من التفاعل مع الاتصالات الأجنبية. وهكذا، استغلت الحكومة السوفيتية الاتفاقية للاستسلام لمطالبهم مع إظهار الإنجازات السوفيتية للعالم الخارجي ليتم الاعتراف بها على أنها مساوية في المكانة للولايات المتحدة  أشار النهج السوفيتي للاتفاقية إلى قبول توسيع انفتاح العلاقات الثقافية على النفوذ الأجنبي. 

## التنفيذات
بالنسبة لوكالات التبادل، كانت هناك شراكة بين الحكومة الأمريكية والقطاع الخاص، بينما كانت جميع الوكالات السوفيتية حكومية. أجرى القطاع الخاص العديد من التبادلات الأمريكية، بما في ذلك "العلوم والتكنولوجيا والإذاعة والتلفزيون والأفلام والنشر والشباب والتعليم والفنون المسرحية والرياضة والسياحة".  خفضت الشراكة تكاليف التبادل للحكومة الأمريكية، وحصل القطاع الخاص على موافقة التبادل مع أكثر دول العالم الشيوعي تقدمًا.  بالنسبة للسوفييت، كانت جميع وكالات التبادل هذه حكومية.  لم تكن التبادلات الدولية للسوفييت تُدار من قبل القطاع الخاص وكانت بحاجة إلى إشراف السلطة السياسية للدولة. 
أيد كل من الجمهور الأمريكي والسوفييتي التبادل الثقافي في الإطار الواسع للاتفاقية.  كانت هناك معارضة ضئيلة من الكونجرس، ورحب المجتمع المدني، بما في ذلك الأوساط الأكاديمية ووسائل الإعلام والمجتمع العلمي والكنائس والمنظمات والجمعيات الرياضية والصناعات ودعم الجمهور العام، بالتبادل.  حظيت الولايات المتحدة بـ "استقبال فاتر"، وهو الأكثر وضوحًا في وسائل الإعلام المحافظة.  كما تمت تغطية الاتفاقية على نطاق واسع في الصحافة السوفيتية وحظيت بدعم عام. 

## التبادل الثقافي
أثبتت التبادلات الثقافية فعاليتها كإحدى الوسائل العديدة لشنّ حرب ثقافية ودعائية لكل من الولايات المتحدة والاتحاد السوفيتي. وقد نشأت هذه الممارسة قبل الحرب الباردة بوقت طويل، خلال الحرب العالمية الثانية. وقد ساهمت اتفاقية لاسي-زاروبين في تعزيز الروابط الثقافية بين البلدين، ودفع أجنداتهما في نشر الشيوعية أو الديمقراطية في الدول الناشئة، من خلال توفير فرص للتوسع الثقافي. وإلى جانب التبادلات الموسيقية والمسرحية، أرسل كلا البلدين راقصين، واستضافا منافسات رياضية شارك فيها رياضيوهما، وسمحا بمشاركة شركات الأفلام والإنتاج.

### فيلم
أسست الاتفاقية تجارةً وتبادلاتٍ وإنتاجاتٍ مشتركةً للأفلام بين صناعتي السينما الأمريكية والسوفييتية، مما مثّل نموًا في دبلوماسية السينما بين الدولتين. كما أتاحت لشركة "سوفيكسبورتفيلم"، أبرز منظمة لتصدير واستيراد الأفلام في الاتحاد السوفيتي، التواصل مع شركات الإنتاج الأمريكية في هوليوود والتعلم منها. 
اضطر ممثلو كلا الطرفين إلى الانخراط في عدة جولات من المفاوضات لوضع اللمسات الأخيرة على تفاصيل محددة للاتفاقية المتعلقة بالأفلام، إذ تضمن القسم الأول المتعلق بتجارة الأفلام عبارات مبهمة مثل "المساواة" و"شروط مالية مقبولة للطرفين".  ولتحديد كيفية تطبيق هذه المبادئ، شُكِّلت لجنة دائمة من ممثلين عن كل طرف. واجتمعت اللجنة أربع مرات خلال عامها المحدد، مرتين في موسكو ومرتين في واشنطن.
بدأت المفاوضات الأولية في 25 مارس 1958، في مقر جمعية الأفلام الأمريكية في واشنطن العاصمة. قاد إريك جونستون، رئيس الجمعية، الوفد الأمريكي، إلى جانب نائب الرئيس كينيث كلارك ورئيس قسم الأفلام في وكالة المعلومات الأمريكية تيرنر شيلتون. وشكل أربعة أشخاص الوفد السوفيتي: نائب وزير الثقافة فلاديمير سورين، ونائب رئيس قسم العلاقات الخارجية بوزارة الثقافة ألكسندر سلافنوف، ومدير شركة سوفيكسبورتفيلم ألكسندر دافيدوف ومساعده يفغيني كاتشوجين. أسفرت الجولة الأولى من المفاوضات عن نجاح ضئيل لأي من الطرفين. وعند مناقشة عدد الأفلام التي باعتها كل دولة للأخرى، أصر الوفد السوفيتي على المساواة. وفي الوقت نفسه، جادل الجانب الأمريكي بأن هذا غير ممكن لأن صناعة الأفلام الأمريكية تنتج 400 فيلم كل عام بينما ينتج السوفييت أقل من ربع هذا المعدل. علاوةً على ذلك، رفض السوفييت إعادة حصة من المبيعات إلى الاستوديوهات الأمريكية، مما دفع الوفد الأمريكي إلى رفع أسعاره (من 250 ألف دولار إلى مليون دولار)، مع عدم عرض أكثر من 20 ألف دولار لمعظم الأفلام السوفيتية. وانتهت المفاوضات عندما اقترح جونستون نسبة 8:5 من الأفلام الأمريكية إلى الأفلام السوفيتية في اليوم الأخير، وهو ما رفضه الوفد السوفييتي رفضًا قاطعًا. 
بدأت الجولة الثانية من المفاوضات بعد حوالي ستة أشهر، في 16 سبتمبر 1958، عندما التقى الوفد في موسكو. بالنسبة للسوفييت، كان اختيار الأفلام الأمريكية يستغرق وقتًا طويلاً حيث كان يجب أن تكون غير سياسية إلى حد كبير أو متوافقة مع أيديولوجية الحكومة مع جذب الجماهير. بعد ما يقرب من أسبوعين، لم يكن الوفد السوفيتي قد اختار الأفلام الأمريكية التي أرادوا شراءها بعد. خشي جونستون من أن تنتهي المفاوضات دون اتفاق مرة أخرى. لمحاولة تجنب المغادرة خالي الوفاض، طلب اجتماعًا مع خروتشوف، والذي عُقد في 6 أكتوبر. بعد ثلاثة أيام، تم الاتفاق أخيرًا على صفقة. اقترح السوفييت نسبة الأفلام الأمريكية إلى السوفيتية 10:7، وكان من المقرر أن يدفع كلا الطرفين ما يقرب من 60 ألف دولار لأفلام الطرف الآخر.  بالنسبة للولايات المتحدة، كانت هناك حاجة إلى استثمار كبير للترويج للأفلام السوفيتية، ولكن بالنسبة للسوفييت، كانت تكلفة الإعلان عن الأفلام الأمريكية قليلة حيث كانت شعبيتها في شباك التذاكر مضمونة.  في الولايات المتحدة، سمحت نسخة 1960-1961 من اتفاقية لاسي-زاروبين للاستوديوهات بالانخراط بشكل مباشر في معظم المفاوضات بدلاً من خلال وزارة الخارجية. 

### رقص
جرى تبادل الفنون المسرحية من خلال رواد الأعمال التجاريين الأمريكيين، مثل سول هوروك وإدارة الفنانين في كولومبيا. 

#### فرقة مويسيف للرقص
زارت فرقة مويسيف للرقص، المعروفة رسميًا باسم الفرقة الأكاديمية الحكومية للرقصات الشعبية لشعوب الاتحاد السوفيتي، الولايات المتحدة لأول مرة في أبريل 1958. وقدم الراقصون عروضهم في مدن كبيرة مثل نيويورك وشيكاغو ولوس أنجلوس وواشنطن وبوسطن وفيلادلفيا، ومثلوا الاتحاد السوفيتي للأمريكيين الذين لم يتعرضوا أبدًا للثقافة السوفيتية، مما أثار ردود فعل إيجابية وسلبية من أكثر من أربعين مليون شخص في أمريكا الشمالية.  وعلى الرغم من الجهود المستمرة التي بذلها السيناتور جوزيف مكارثي فيما يُعرف بالمكارثية ولجنة الأنشطة غير الأمريكية في مجلس النواب للتمييز بدقة بين القيم الأمريكية والهوية الشيوعية، فقد أصبحت فرقة الرقص إحساسًا على مستوى البلاد،  مما أدى إلى طلبات بريدية تزيد عن 180.000 دولار قبل فتح شباك التذاكر قبل أسابيع قليلة من العرض الأول. اختارت الحكومة السوفيتية بعناية فرقة مويسيف للرقص لتمثيل وجه النظام من خلال اتفاقية لاسي زاروبين. كان الهدف هو رسم صورة إيجابية للاتحاد السوفيتي كدولة موحدة ومتعددة الثقافات. وقد تجسد ذلك في دمج فرقة الرقص لرقصات من أوكرانيا وأذربيجان وكازاخستان ومنغوليا وبولندا والمجر ودول أخرى. 

### موسيقى
أرسلت كلٌّ من الولايات المتحدة والاتحاد السوفيتي عددًا من الموسيقيين إلى كلٍّ منهما لنشر الأهمية الثقافية لكلٍّ منهما. في مايو 1959، زارت أوركسترا فيلادلفيا السيمفونية الأمريكية الاتحاد السوفيتي، بينما زار الولايات المتحدة في العام نفسه فنانون سوفييت فرديون، هم جيليلز، وكوغان، وبيتروف، وليسيتسيان، ودولوخانوفا، وبيزرودني، وأشكنازي.

### موسيقى الجاز
على وجه الخصوص، أرسلت الولايات المتحدة عمدًا العديد من موسيقيي الجاز في جولات في جميع أنحاء الاتحاد السوفيتي بعد دخول الاتفاقية حيز التنفيذ. باعت وزارة الخارجية تذاكر للعروض الخارجية، ووفرت تسجيلات مادية لمحطات الإذاعة لبثها، ونشرت معلومات عن قصص الجاز في الصحف حول العالم.  وكما حدث مع فرقة مويسيف للرقص، فقد قامت حكومة الولايات المتحدة بذلك بعناية فائقة في إطار جهودها لتعزيز صورة البلاد كدولة متعددة الثقافات وودودة ومعادية للعنصرية. 

### معارض
كان الشكل الرابع والأخير للتبادل الثقافي بين الاتحاد السوفييتي وأمريكا هو إقامة المعارض.  وكان هذا يُعرف باسم شكل "السياحة العكسية" الذي جلب تجارب وصور ومنتجات أجنبية إلى السكان. 
كان أحد أشهر المعارض في نيويورك وموسكو عام 1959. أقام الأمريكيون معرضًا للسلع الاستهلاكية لمدة ستة أسابيع في حديقة سوكولنيكي. أثار هذا المعرض إعجاب الجمهور وفضوله  وأشعل شرارة "جدل المطبخ" الشهير بين خروتشوف ونيكسون.  وكلف الحزب الشيوعي السوفيتي لجنة جوكوف المركزية بمنع استخدام المعرض من قبل الولايات المتحدة "للدعاية المعادية للسوفييت". 

## التبادل الفني

### العلوم والتكنولوجيا
كان تبادل العلوم والتكنولوجيا هو الموضوع الأكثر إثارة للجدل في التبادل بين الولايات المتحدة والاتحاد السوفييتي.  أعطت اتفاقية لاسي-زاروبين الأولوية للتعاون من خلال "برامج البحث العلمي المنسقة وغيرها من الأنشطة في مجالات الصحة ذات الاهتمام المشترك؛ وتبادل المتخصصين والوفود؛ وتنظيم الندوات والمؤتمرات العلمية والمحاضرات؛ وتبادل المعلومات؛ والتعرف على المساعدات والمعدات التقنية".  كان هناك خمسة مكونات لتبادل العلوم والتكنولوجيا:
1. برنامج التبادل لطلاب الدراسات العليا من خلال اللجنة بين الجامعات ولجنة المنح الدراسية بين الجامعات، ومجلس البحوث والتبادل الدولي، ووزارة التعليم العالي السوفييتية. [31]
2. برنامج التبادل للباحثين الكبار في العلوم الإنسانية والاجتماعية مع الأكاديمية السوفيتية. [31]
3. استمر التبادل في الصناعة والزراعة والطب لمدة أسبوعين. [31]
4. الاتفاقية المبرمة بين الأكاديمية الوطنية الأمريكية للعلوم والأكاديمية السوفيتية للعلوم عام 1959. أتاحت هذه الاتفاقية تبادلًا للعلماء، حيث ألقى العلماء محاضرات، وأقاموا ندوات، وقدّموا دراسات متقدمة، وأجروا أبحاثًا. [31] وقد أُلحقت هذه الاتفاقية بالاتفاقية الثقافية. [31]
5. كما تم توقيع مذكرة التعاون بين لجنة الطاقة الذرية الأمريكية ولجنة الدولة السوفييتية للاستخدامات السلمية للطاقة الذرية في عام 1959 وتم ضمها إلى الاتفاقية الثقافية. [31]

### التعاون الصحي والطبي
في يناير 1956، حدث وباء شلل الأطفال في الاتحاد السوفيتي،  مما أدى إلى اعتراف السوفييت بالعلم الغربي وإنجازاته. قامت دائرة الصحة العامة بالولايات المتحدة بزيارات للمساعدة في صنع اللقاح، وتلقى 12 مليون طفل اللقاح بين عامي 1957 و1960.  ومنذ ذلك الحين، "استمرت عمليات تبادل شلل الأطفال بين الولايات المتحدة والاتحاد السوفيتي، وتم القضاء على المرض تقريبًا في الاتحاد السوفيتي."  بعد توقيع اتفاقية لاسي-زاروبين في يناير 1958، فقد وفرت تبادلات لوفود من المتخصصين الصحيين والمحاضرين الأفراد والمجلات الطبية والأفلام الطبية."  لقد عملوا أولاً على القضاء على الملاريا بالتعاون مع منظمة الصحة العالمية.

## التبادل التعليمي

### السياق: المفاوضات العلمية بين الولايات المتحدة والاتحاد السوفييتي
كان أيزنهاور يريد في المقام الأول دعوة عشرة آلاف باحث سوفييتي إلى الولايات المتحدة، لكن مستشاريه، مثل مدير مكتب التحقيقات الفيدرالي جيه إدغار هوفر، أثاروا مخاوف بشأن تأثيرهم المحلي. 
اقتصر برنامج التبادل الأكاديمي بين الولايات المتحدة والاتحاد السوفيتي في البداية على عشرين طالب دراسات عليا سنويًا. ثم ازداد العدد من عشرين إلى ثلاثين في العام التالي. وبعد العامين الأولين، ارتفع العدد إلى خمسين طالبًا.  وكان العديد من المشاركين في برنامج التبادل الأكاديمي من طلاب الدراسات العليا وأعضاء هيئة التدريس الشباب والباحثين الكبار. 

### التمويل
اختارت الأكاديمية السوفييتية للعلوم ووزارة التعليم العالي المشاركين السوفييت ومولتهم للتوجه إلى الولايات المتحدة 
اختارت لجنة المنح الدراسية بين الجامعات ومولت المشاركين الأميركيين الذين توجهوا إلى الاتحاد السوفييتي. 
بالنسبة للولايات المتحدة، مُوِّلت برامج التبادل التعليمي من قِبَل مكتب الشؤون التعليمية والثقافية التابع لوزارة الخارجية الأمريكية والجامعات المشاركة. وأدارتها لجنة المنح الدراسية، ومقرها جامعة إنديانا، حتى تولَّى مجلس البحوث والتبادل الدولي المسؤولية عام 1968. 
كما موّلت الجامعات الأمريكية المشاركة برنامج التبادل من خلال الإعفاء من الرسوم الدراسية والسكن وغيرها من الرسوم المدرسية للطلاب السوفييت الوافدين.  وتدعم مؤسسة فورد تمويل التبادلات العلمية في السنوات الأولى. أما من الجانب السوفييتي، فقد تم تمويله بالكامل من خلال هيئات حكومية. 

### البرامج بموجب الاتفاقية
كان البرنامج الرئيسي هو تبادل طلاب الدراسات العليا وأعضاء هيئة التدريس الشباب. بدأ التبادل التعليمي بمشاركة عشرين طالبًا من كل بلد خلال العام الدراسي 1958-1959، وكان معظم المشاركين من طلاب الدراسات العليا.  وبعد عامين، ارتفع عدد طلاب التبادل إلى 50 طالبًا. 
أمضى الخريجون فصلًا دراسيًا أو فصلين دراسيين في البحث كباحثين متبادلين. كما كانت هناك برامج تبادل لما بعد الدكتوراه.  يتبادل البرنامج عشرة باحثين كبار أو أكثر لمدة تتراوح بين شهرين وخمسة أشهر.  كما كان هناك تبادل لغوي. تبادل برنامج مدرسي اللغات الصيفي ما بين 30 و35 مدرسًا للغات من الولايات المتحدة والاتحاد السوفيتي لمدة تسعة أسابيع خلال الصيف. 
بالإضافة إلى ذلك، كانت هناك منحة سفر تنافسية ضخمة لطلاب الدراسات العليا الأمريكيين الذين يسعون إلى مسارات بحثية في الموسيقى وعلم الموسيقى وعلم الموسيقى العرقي للدراسة في موسكو. قُبل حوالي ثلث المتقدمين، البالغ عددهم 60 طالبًا تقريبًا، فقط لهذا البرنامج خلال ستينيات وسبعينيات القرن الماضي. فحصت وزارة الخارجية جميع المتقدمين بدقة للتأكد من "التزامهم بالتقاليد الأمريكية" وامتلاكهم "النضج السياسي والاستقرار العاطفي". ومن بين المرشحين الناجحين ثيودور ليفين وريتشارد تاروسكين، والعديد من الباحثين الآخرين المؤثرين في دراسات الموسيقى السوفيتية والروسية. 

### برامج التبادل الأخرى
كما أجرى مجلس البحوث والتبادل الدولي برنامج تبادل بين الجمعية الأمريكية لعلم الاجتماع، ومجلس أبحاث العلوم الاجتماعية، والأكاديمية السوفيتية للعلوم. وقد أشرف برنامج التبادل على تدريب ما يصل إلى ستين باحثًا في مرحلة ما بعد الدكتوراه لعدة أشهر سنويًا.
منذ عام 1975، أجرى مجلس البحوث "أبحاثًا تعاونية ومؤتمرات وورش عمل مع الأكاديمية السوفيتية في إطار لجنتهما الثنائية للعلوم الإنسانية والاجتماعية."  سمحت هذه الاتفاقية بتبادل المحاضرين الجامعيين في إطار برنامج فولبرايت في عام 1974. 

### الاختلافات بين التبادل التعليمي بين الولايات المتحدة والاتحاد السوفييتي
كان معظم الباحثين الأمريكيين في منتصف العشرينيات من عمرهم، وكانوا يبحثون في العلوم الإنسانية والاجتماعية، وخاصة التاريخ الروسي واللغة والأدب، للحصول على درجة الدكتوراه.  خضع المرشحون الأمريكيون للتبادل لمسابقة مفتوحة ليتم اختيارهم. 
وقد حظيت الاتفاقية بدعم قوي من برامج الدراسات السلافية في الجامعات.  وبالتالي، ذهب المزيد من طلاب العلوم الإنسانية في رحلات تبادل من الولايات المتحدة إلى الاتحاد السوفييتي. 
كان أغلب العلماء السوفييت في الثلاثينيات من عمرهم، وانتقل المزيد من علماء العلوم والتكنولوجيا من الاتحاد السوفييتي إلى الولايات المتحدة  ولم يتم اختيار المرشحين السوفييت من خلال المنافسة المفتوحة، ولكن من خلال تقييم لجنة حكومية مشتركة بين الوكالات على أساس احتياجات الاقتصاد السوفييتي. 
رُفضت طلبات المرشحين في معظم السنوات. رفضت الولايات المتحدة قبول باحثي التكنولوجيا المتقدمة السوفييت الذين يرتبط مجالهم ارتباطًا وثيقًا بتكنولوجيا الدفاع. كما رفض السوفييت قبول باحثي الولايات المتحدة الذين كان مجالهم حساسًا للمواضيع السوفييتية المعاصرة.  في السنوات الأخيرة من البرنامج، سمح السوفييت في النهاية للباحثين الأمريكيين في العلوم الاجتماعية. 

### قائمة العلماء السوفييت
- ألكسندر ن. ياكوفليف [44]
- أوليج كالوجين [45]
- بوريس يوجين [46]
- يوري أفاناسييف [47]
- ريم خوخلوف [48]
- نيكولاي سيفاتشيف [49]
- بوريس رونوف [46]

### قائمة علماء الولايات المتحدة
- برنارد جورتزمان [50]
- ألكسندر دالين [50]
- ألفريد ريبر [51]
- تيرينس إيمونز [52]
- مايكل كول [53]
- هربرت إليسون [54]
- جورج ديمكو [50]
- بيتر ب. ماجز [55]
- روبرت شارليت [56]
- إروين ويل [57]
- جيمس مولر [58]

## التجديد والمدة
أُعيد التفاوض على الاتفاقية كل عامين.  وخلال فترة الانفراج، تم تمديد مدة الاتفاقية إلى ثلاث سنوات. 
عُدِّل اسم الاتفاقية عدة مرات عند تجديدها. عند توقيع الاتفاقية الثانية عام 1959، نُقِلَت كلمة "العلم والتكنولوجيا" قبل "الثقافة"، وأُضيفت كلمة "التعاون". نصّ العنوان المُجدَّد على: "اتفاقية بين ... للتعاون في التبادلات في المجالات العلمية والتقنية والتعليمية والثقافية لعامي 1960-1961". وُقِّعت الاتفاقية الثالثة عام 1962، وتضمنت إضافة عبارة "...ومجالات أخرى" في نهاية العنوان. أُجري التعديل النهائي على العنوان عام 1973، حيث غُيِّر إلى "اتفاقية عامة بين ... بشأن الاتصالات والتبادلات والتعاون في المجالات العلمية والتقنية والتعليمية والثقافية وغيرها". 
وقد أعاد السوفييت والولايات المتحدة التفاوض بشكل دوري على الاتفاقية وبرامجها، الأمر الذي تطلب جهدًا طويلًا.  على سبيل المثال، استمرت المفاوضات بشأن الاتفاقية الثالثة مدة ثلاثة أشهر حتى توصلت الدولتان إلى توافق في الآراء بشأن الأحكام. 
وعلاوة على ذلك، وعلى الرغم من تصاعد المنافسة الاقتصادية والعسكرية بين الأطراف طوال فترة الحرب الباردة، فإن البرامج لم تتوقف قط. 
وقَّع رونالد ريجان وميخائيل جورباتشوف على آخر اتفاق في قمة جنيف، وظل الاتفاق ساري المفعول حتى انهيار الاتحاد السوفييتي. 

## تأثير
إن القبول الأمريكي للاتفاقية "يدل على تحول سياسي بعيدًا عن الاستراتيجية العدوانية لتحرير الكتلة السوفيتية إلى نهج تدريجي".  كما أن القبول السوفيتي للاتفاقية يدل على قبول توسيع العلاقات الثقافية والانفتاح على النفوذ الأجنبي.  وقد أفادت الأبحاث والنتائج الأكاديمية الإيجابية الدوائر العامة ورجال الأعمال والحكومة. 
ورغم أن التبادل العلمي والتكنولوجي لم يحدث على نطاق واسع بموجب الاتفاقية،  إلا أنه ساهم في تأسيس الروابط بين علماء الولايات المتحدة والاتحاد السوفييتي، الأمر الذي مهد الطريق لتوسيع التبادل العلمي والتكنولوجي خلال فترة الانفراج. 
كما مثّلت الاتفاقية بدايةً لسفر أكثر انفتاحًا وتكرارًا، إذ سمحت برحلات جوية مباشرة بين الولايات المتحدة والاتحاد السوفيتي.  وكانت هذه فائدةً مرغوبةً للاتحاد السوفيتي، إذ كان هناك طلبٌ مكبوتٌ على السفر نظرًا لعزلته النسبية عن بقية العالم حتى أواخر ثلاثينيات القرن العشرين. وكان المسؤولون الحكوميون من بين العديد من الأشخاص الذين أرادوا السفر إلى الغرب، بمن فيهم خروتشوف، الذي قام بزيارةٍ حظيت بتغطيةٍ إعلاميةٍ واسعةٍ إلى الولايات المتحدة عام 1959. 

## إرث
كان لاتفاقية لاسي-زاروبين آثارٌ دائمة على نظرة كلٍّ من الولايات المتحدة والاتحاد السوفييتي إلى ثقافة الآخر وهويته وتمثيله العام. وعلى وجه الخصوص، ساهمت فرقة مويسيف للرقص، التي أصبحت أول فرقة رسمية تشارك في التبادل الثقافي بين الاتحاد السوفييتي والولايات المتحدة، في رسم صورة إيجابية إلى حدٍّ ما عن الاتحاد السوفييتي لدى المواطنين الأمريكيين.  من ناحية أخرى، استخدمت الولايات المتحدة موسيقى الجاز لرسم صورة متعددة الثقافات للبلاد، على عكس العنصرية والاضطرابات الداخلية التي كانت لا تزال محسوسة محليًا. 
ساهمت الاتفاقية أيضًا في توضيح الدوافع الكامنة وراء قادة البلدين. عُرف عن السكرتير الأول للحزب الشيوعي، نيكيتا خروتشوف، أنه أقل قمعًا من ستالين، وبالتالي كان منفتحًا على فكرة التعايش السلمي بين الثقافة الغربية والولايات المتحدة.  ركزت الولايات المتحدة على نشر صورتها كزعيمة عالمية، مما أدى في النهاية إلى إنشاء وكالة المعلومات الأمريكية عام 1953. 

### الاستشهادات
1. ↑  Gould-Davies 2003، صفحة 206.
2. 1 2  Panteleeva 2020، صفحة 1.
3. 1 2  Saul 2015، صفحة 232.
4. 1 2 3 4 5 6 7  Richmond 2003، صفحة 15.
5. 1 2  Richmond 2003، صفحة 14.
6. 1 2  Hallinan 2013، صفحات 20–21.
7. 1 2  Kozovoi 2016، صفحة 21.
8. 1 2  Hallinan 2013، صفحة 23.
9. ↑  Magnúsdóttir 2006، صفحة 111.
10. 1 2 3 4  Richmond 2003، صفحة 69.
11. 1 2  Richmond 2003، صفحة 17.
12. 1 2 3 4  Gould-Davies 2003، صفحة 207.
13. 1 2  Richmond 2003، صفحات 16–17.
14. 1 2 3 4 5 6 7  Richmond 2003، صفحة 19.
15. 1 2 3  Richmond 2003، صفحة 16.
16. ↑  Richmond 2003، صفحات 19–20.
17. 1 2 3  Kozovoi 2016، صفحة 24.
18. ↑  Kozovoi 2016، صفحات 25–26.
19. ↑  Kozovoi 2016، صفحة 26.
20. ↑  Kozovoi 2016، صفحة 27.
21. ↑  Kozovoi 2016، صفحة 29.
22. ↑  Hallinan 2013، صفحات 12–13.
23. ↑  Hallinan 2013، صفحة 141.
24. ↑  Hallinan 2013، صفحة 17.
25. ↑  Hallinan 2013، صفحة 27.
26. ↑  Hallinan 2013، صفحات 26–27.
27. 1 2 3  Gould-Davies 2003، صفحة 210.
28. 1 2  Rojansky 2010، صفحة 7.
29. ↑  Richmond 2003، صفحة 3.
30. ↑  Raymond 1973، صفحة 239.
31. 1 2 3 4 5 6  Richmond 2003، صفحة 68.
32. ↑  Raymond 1973، صفحة 232.
33. 1 2  Raymond 1973، صفحة 233.
34. ↑  Raymond 1973، صفحة 234.
35. 1 2  Richmond 2003، صفحة 22.
36. ↑  Saul 2015، صفحة 233.
37. 1 2  Saul 2015، صفحة 234.
38. 1 2 3 4 5 6  Panteleeva 2020، صفحة 2.
39. 1 2 3 4 5 6  Richmond 2003، صفحة 23.
40. ↑  Richmond 2003، صفحة 24.
41. ↑  Richmond 2003، صفحات 24–25.
42. 1 2 3  Richmond 2003، صفحة 25.
43. ↑  Richmond 2003، صفحة 47.
44. ↑  Richmond 2003، صفحة 27.
45. ↑  Richmond 2003، صفحة 32.
46. 1 2  Richmond 2003، صفحة 36.
47. ↑  Richmond 2003، صفحة 38.
48. ↑  Richmond 2003، صفحة 40.
49. ↑  Richmond 2003، صفحة 43–44.
50. 1 2 3  Richmond 2003، صفحة 48.
51. ↑  Richmond 2003، صفحة 49.
52. ↑  Richmond 2003، صفحة 50.
53. ↑  Richmond 2003، صفحة 51.
54. ↑  Richmond 2003، صفحة 53.
55. ↑  Richmond 2003، صفحة 55.
56. ↑  Richmond 2003، صفحة 56.
57. ↑  Richmond 2003، صفحة 57.
58. ↑  Richmond 2003، صفحة 58.
59. ↑  Richmond & Shulman 1987، صفحة 2.
60. ↑  Rojansky 2010، صفحة 8.
61. ↑  Saul 2015، صفحة 235.
62. ↑  Gilburd 2018، صفحة 47.
63. ↑  Richmond & Shulman 1987، صفحات 5–6.
64. ↑  Hallinan 2013، صفحة 12.
65. ↑  Hallinan 2013، صفحة 26.
66. ↑  Hallinan 2013، صفحة 123.
67. ↑  Hallinan 2013، صفحة 121.